# Ettore Balestrero
Ettore Balestrero (ur. 21 grudnia 1966 w Genui) – włoski duchowny katolicki, arcybiskup, nuncjusz apostolski.

## Życiorys
18 września 1993 otrzymał w Rzymie święcenia kapłańskie z rąk kard. Camillo Ruiniego i został inkardynowany do diecezji rzymskiej. W 1994 rozpoczął przygotowanie do służby dyplomatycznej na Papieskiej Akademii Kościelnej. W 1996 rozpoczął pracę w nuncjaturze apostolskiej w Korei. W latach 1998–2001 był sekretarzem nuncjatury w Holandii. Od 2001 pracował w Sekretariacie Stanu. 
17 sierpnia 2009 papież Benedykt XVI mianował go podsekretarzem w sekcji ds. relacji z państwami.

## Episkopat
22 lutego 2013 papież Benedykt XVI mianował go nuncjuszem apostolskim w Kolumbii oraz arcybiskupem tytularnym Victoriana. Sakry biskupiej udzielił mu 27 kwietnia 2013 Sekretarz Stanu - kardynał Tarcisio Bertone.
7 lipca 2018 papież Franciszek mianował go nuncjuszem apostolskim w Demokratycznej Republice Konga. 21 czerwca 2023 został stałym Przedstawicielem Stolicy Apostolskiej przy ONZ w Genewie.